# Президентські вибори в Туркменістані (2022)
| ← 2017 2029 →                                         | | | |
| Президентські вибори у Туркменістані 2022             | | | |
| Позачергові вибори президента Туркменістану 2022 року | | | |
| 12 березня 2022 року                                  | | | |
| Явка                                                  | 97,12% | 97,12% | 97,12% |
| Кандидат                                              | Сердар Бердимухамедов | Хидир Нуннаєв | Агаджан Бекмирадов |
| Партія                                                | Демократична партія Туркменістану | безпартійний | Аграрна партія Туркменістану |
| Родом із                                              | Ашгабад | Ахалський велят | Марійський велят |
| Голосів                                               | ( 72,97% ) | (11,09%) | (7,22%) |
| Інші кандидати                                        | Бердімаммет Курбанов - 2,2% Перхат Бегенджов - 2,02% Максатмират Овезгелдієв - 1,16% Максат Одешов - 1,15% Какагелді Сарієв - 1,09% Бабамират Мередов - 1,08% | Бердімаммет Курбанов - 2,2% Перхат Бегенджов - 2,02% Максатмират Овезгелдієв - 1,16% Максат Одешов - 1,15% Какагелді Сарієв - 1,09% Бабамират Мередов - 1,08% | Бердімаммет Курбанов - 2,2% Перхат Бегенджов - 2,02% Максатмират Овезгелдієв - 1,16% Максат Одешов - 1,15% Какагелді Сарієв - 1,09% Бабамират Мередов - 1,08% |
| Результат виборів                                     | Сердара Бердимухамедова обрано президентом країни. | Сердара Бердимухамедова обрано президентом країни. | Сердара Бердимухамедова обрано президентом країни. |

Позачергові президентські вибори у Туркменістані відбулися 12 березня 2022 року. Їх призначили після того, як президент Гурбангули Бердимухамедов оголосив про відхід від влади, також він заявив, що не братиме в них участі, оскільки «має дати дорогу молодим». На думку багатьох оглядачів, метою було передати владу своєму сину Сердару Бердимухамедову. Сердар Бердимухамедов був висунутий від Демократичної партії, яка керує країною від здобуття незалежності. За офіційними результатами, Бердимухамедов-молодший набрав 72,97%, проте незалежні спостерігачі не визнають вибори вільними та чесними, як усі попередні.

## Виборча система
Президент Туркменістану обирається загальним голосуванням. Кандидатами в президенти можуть ставати громадяни країни, які досягли 40 років, які народилися в Туркменістані і живуть в ній протягом останніх 15 років. Термін повноважень – сім років, кількість таких термінів законом не обмежується.

## Передісторія
З 2006 року в Туркменістані при владі перебуває Гурбангули Бердимухамедов. На президентських виборах 2017 року Бердимухамедов переміг із результатом у 97%. Наступні вибори, згідно з конституцією, мали відбутися у 2024 році, але у лютому 2022 року Бердимухамедов оголосив, що має намір призначити позачергове голосування. Він не висуватиме свою кандидатуру, але залишиться на чолі Халк Маслахати - Верхньої палати парламенту. «Я підтримую думку, що дорогу до державного управління на новому етапі розвитку нашої країни треба дати молодим керівникам, вихованим у духовному середовищі та відповідно до високих вимог сучасності, — сказав у зв’язку з цим президент. — Свій величезний життєвий і політичний досвід я, як голова Халк Маслахати, маю намір направити далі в цю область»  .
У ЗМІ з самого початку висловлювалися припущення про те, що Бердимухамедов хоче передати владу своєму синові Сердару, якому у вересні 2021 року виповнилося 40 років (згідно з туркменською конституцією, це мінімальний вік для кандидата в президенти). Існує думка, що транзит влади в Туркменії розпочався як мінімум роком раніше. Через два дні, 14 лютого 2022 року, IX позачерговий з'їзд Демократичної партії Туркменістану справді висунув кандидатуру Бердимухамедова-молодшого у президенти.
16 лютого 2022 Аграрна партія Туркменістану висунула свого кандидата на пост президента, ним став заступник хякіму Марійського велаята Агаджан Бекмирадов.
18 лютого 2022 стало відомо, що буде представлено ще шестеро кандидатів на пост президента, якщо їм вдасться набрати потрібну кількість підписів.
19 лютого було висунуто ще два кандидати на посаду президента: лікар з Балканського велаяту Бердимаммет Гурманов та директор школи з Лебапського велаята Перхат Бегенджов  .
22 лютого ЦВК зареєструвала ще кількох претендентів на посаду президента країни — начальника районної санітарно-епідеміологічної служби Ахалського велаята Максатмирата Овезгелдієва, директора науково-виробничого центру «Відновлювані джерела енергії» Державного енергетичного інституту Туркменістану Какагелді Сариєва  , проректора Нуннаєва Хидира та голови комітету етрапа Сапармурата Туркменбаші Одешова Максата, на чому реєстрація кандидатів була закінчена  . Наступного дня, 23 лютого розпочалися передвиборчі перегони  .
12 березня голосування відбулося. Підсумкова явка виявилася 97,12% у Туркменістані, 90,93% - за кордоном  .

## Кандидати
|  |  | Агаджан Бекмирадов      | АПТ          | 16 лютого 2022 |  |
|  |  | Перхат Бегенджов        | ДПТ          | 19 лютого 2022 |  |
|  |  | Бердімаммет Курбанов    | безпартійний | 19 лютого 2022 |  |
|  |  | Бабамират Мередов       | ПППТ         | 21 лютого 2022 |  |
|  |  | Максатмират Овезгелдієв | безпартійний | 21 лютого 2022 |  |
|  |  | Какагелді Сариєв        | безпартійний | 21 лютого 2022 |  |
|  |  | Максат Одешов           | ДПТ          | 22 лютого 2022 |  |
|  |  | Хидир Нуннаєв           | безпартійний | 22 лютого 2022 |  |

## Результати
| Кандидат                                         | Кандидат                | Партія       | Голоси | %      |
| ------------------------------------------------ | ----------------------- | ------------ | ------ | ------ |
|                                                  | Сердар Бердимухамедов   | ДПТ          |        | 72,97% |
|                                                  | Хидир Нуннаєв           | безпартійний |        | 11,09% |
|                                                  | Агаджан Бекмирадов      | АПТ          |        | 7,22%  |
|                                                  | Бердімаммет Курбанов    | безпартійний |        | 2,22%  |
|                                                  | Перхат Бегенджов        | ДПТ          |        | 2,02%  |
|                                                  | Максатмират Овезгелдієв | безпартійний |        | 1,16%  |
|                                                  | Максат Одешов           | ДПТ          |        | 1,15%  |
|                                                  | Какагелді Сариєв        | безпартійний |        | 1,09%  |
|                                                  | Бабамират Мередов       | ПППТ         |        | 1,08%  |
| Усього                                           | Усього                  | Усього       |        | 100%   |
| Явка                                             | Явка                    | Явка         |        | 97,12% |
| Джерело: ЦК з виборів та проведення референдумів |                         |              |        |        |

Сердара Бердимухамедова обрано президентом країни.

## Оцінки
Одразу після оголошення про вибори з'явилися оцінки майбутнього голосування транзиту влади від батька до сина. Озвучуються і претензії технічного характеру: зокрема, місячного терміну між оголошенням та власне процедурою явно недостатньо для того, щоб до виборів могли підготуватись гіпотетичні альтернативні кандидати та спостерігачі.